# اسپتس‌تکنواکسپورت
اسپتس‌تکنواکسپورت (انگلیسی: Spetstechnoexport) شرکت دولتی صنایع جنگ‌افزاری اوکراینی است، که در سال ۱۹۹۸ تأسیس شد.